# Kanton Thouars-2
Der Kanton Thouars-2 war von 1973 bis 2015 ein französischer Wahlkreis im Arrondissement Bressuire, im Département Deux-Sèvres und in der Region Poitou-Charentes; sein Hauptort war Thouars. Vertreter im Generalrat des Départements war von 1994 bis 2015 Bernard Paineau (PS).
Der Kanton ging 2015 im Kanton Thouars auf.

## Gemeinden
Der Kanton bestand aus einem Teil der Stadt Thouars (angegeben ist die Gesamteinwohnerzahl; im Kanton leben etwa 5000 Einwohner) und einem Teil der Gemeinde Argenton-l'Église (im Kanton lag nur die Ortschaft Bagneux; der übrige Teil lag im Kanton Argenton-les-Vallées) sowie weiteren sieben Gemeinden:
| Gemeinde               | Einwohner Jahr | Fläche km² | Bevölkerungsdichte | Code INSEE | Postleitzahl |
| ---------------------- | -------------- | ---------- | ------------------ | ---------- | ------------ |
| Argenton-l’Église      | 1.639 (2013)   | –          | – Einw./km²        | 79014      | 79290        |
| Brion-près-Thouet      | 785 (2013)     | 8,06       | 97 Einw./km²       | 79056      | 79290        |
| Louzy                  | 1.302 (2013)   | 18,64      | 70 Einw./km²       | 79157      | 79100        |
| Mauzé-Thouarsais       | 2.186 (2013)   | 49,53      | 44 Einw./km²       | 79171      | 79100        |
| Saint-Martin-de-Sanzay | 1.008 (2013)   | 24,69      | 41 Einw./km²       | 79277      | 79290        |
| Sainte-Radegonde       | 1.901 (2013)   | 7,52       | 253 Einw./km²      | 79292      | 79100        |
| Sainte-Verge           | 1.427 (2013)   | 12,83      | 111 Einw./km²      | 79300      | 79100        |
| Thouars                | 9.302 (2013)   | –          | – Einw./km²        | 79329      | 79100        |